# BSP (fietsmerk)
BSP is een Nederlands familiebedrijf van fietsen met een robuust uiterlijk.
Het bedrijf is in 1986 opgericht door de twee broers Alfred en Raymond van der Heiden en is marktleider in omafietsen.
De distributeur van BSP fietsen (Hei-Bike) is een ander bedrijf in handen van deze familie.